# Clash (rivista)
Clash è un periodico di musica e moda e sito web con sede nel Regno Unito. Viene pubblicato quattro volte all'anno da Music Republic Ltd.
La rivista ha vinto il premio Best New Magazine nel 2004 al PPA Magazine Awards e ha vinto altri premi in Inghilterra e Scozia. In particolare, ha vinto Magazine of the Year ai Record of the Day Awards 2011.

## Storia
Clash è stata fondata nel 2004 come Clash Magazine da John O'Rourke, Simon Harper, Iain Carnegie e Jon-Paul Kitching per rilanciare la vecchia rivista Vibe con sede a Dundee, in Scozia. Ha vinto il premio Best New Magazine ai premi PPA Magazine e Music Magazine of the Year - Record of the Day Awards 2005 e 2011.
Nel 2011 Clash ha assunto un aspetto completamente nuovo e nel 2013 ha lanciato un'edizione per smartphone che ha vinto il premio "Best Music Magazine" ai Digital Magazine Awards per la sua app iOS Magazine per iOS. Nel febbraio 2014 è stata creata la versione per Android.
Nel 2014 la rivista ha terminato l'edizione cartacea passando a una versione online ma alla fine del 2015 è stato annunciato che Clash sarebbe tornato a stampare come rivista bimestrale da febbraio 2016.